# Elizówka (powiat biłgorajski)
Elizówka – kolonia w Polsce położona w województwie lubelskim, w powiecie biłgorajskim, w gminie Turobin.
W latach 1975–1998 miejscowość należała administracyjnie do województwa zamojskiego.
Kolonia jest sołectwem w gminie Turobin. Według Narodowego Spisu Powszechnego z roku 2011 kolonia liczyła 112 mieszkańców i była dziewiętnastą co do liczby ludności miejscowością gminy.